# Trichopteryx unifasciata
Trichopteryx unifasciata là một loài bướm đêm trong họ Geometridae.